# Teller Peak
Il Teller Peak, (in lingua inglese: Picco Teller), è un picco roccioso antartico, alto 3.550 m, che delimita l'estremità nordorientale del Michigan Plateau e del Watson Escarpment, nei Monti della Regina Maud, in Antartide. 
Il picco è stato mappato dall'United States Geological Survey (USGS) sulla base di rilevazioni e foto aeree scattate dalla U.S. Navy nel periodo 1960-63.
La denominazione è stata assegnata dall'Advisory Committee on Antarctic Names (US-ACAN) in onore del geologo James T. Teller, membro del gruppo dell'Ohio State University che operò nelle Horlick Mountains nel 1964-65.